# Ben Wheatley

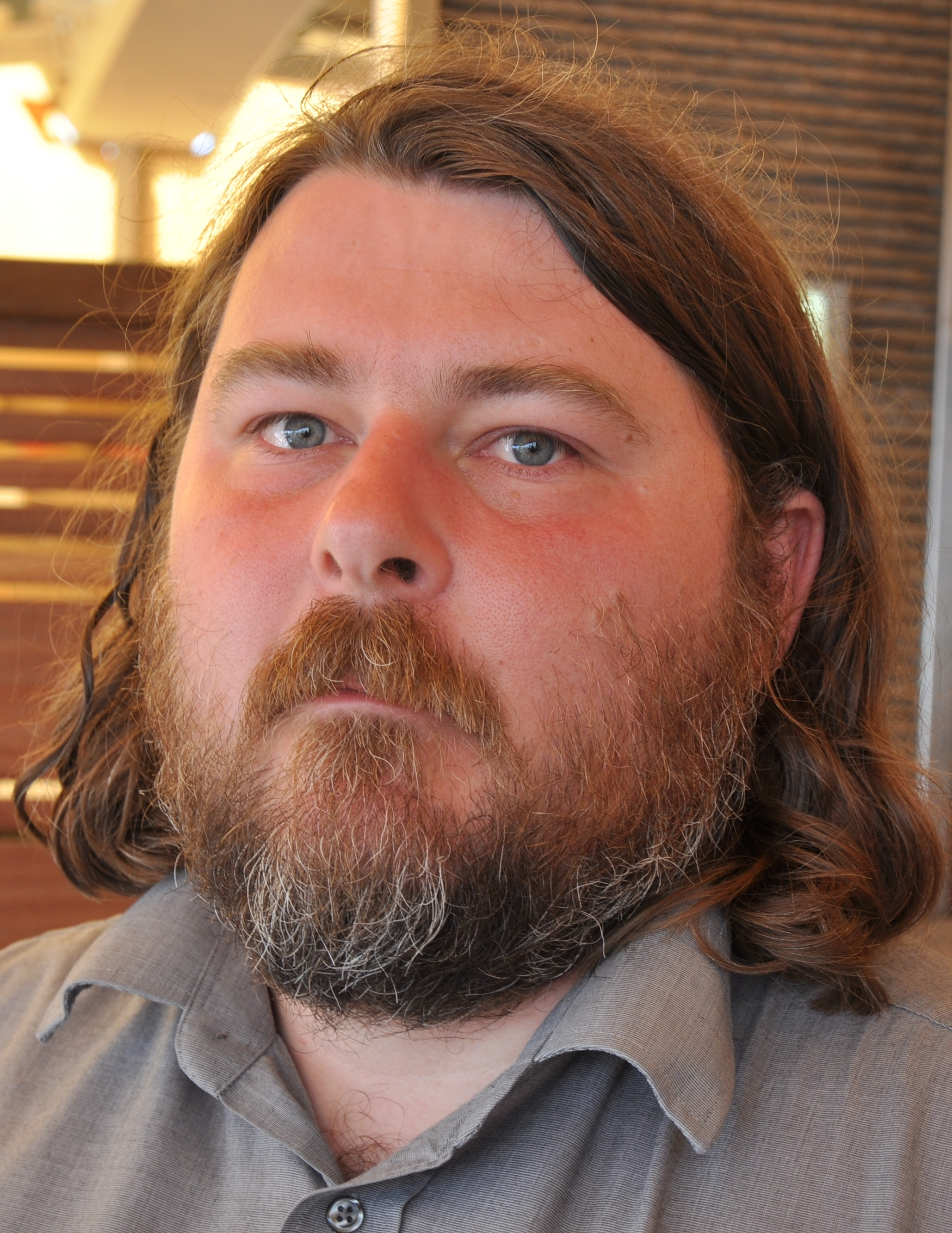
Ben Wheatley (2012)

Ben Wheatley (* 1972 in Billericay, Essex, Vereinigtes Königreich) ist ein englischer Filmregisseur und Drehbuchautor.

## Leben
Nachdem sich Wheatley am Anfang seiner Karriere dem Fernsehen widmete, war er in den letzten Jahren überwiegend als Regisseur von Filmen tätig, die zumeist seine englische Heimat beschreiben.
Seine Filme Down Terrace (2009), Kill List (2011) und A Field in England (2013) wurden bei internationalen Filmfestspielen aufgeführt, und Wheatley wurde mehrfach als Regisseur ausgezeichnet. Wheatley führte bei vierzehn Folgen der Fernsehserie Ideal Regie, die zwischen 2009 und 2010 zu sehen waren und bei zwei Folgen der britischen Fernsehserie Doctor Who, die 2014 ausgestrahlt wurden.
Wheatley ist mit der Drehbuchautorin Amy Jump verheiratet, mit der er gemeinsam an den Filmprojekten Kill List, A Field in England, High-Rise sowie Free Fire arbeitete.

## Filmografie (Auswahl)
Spielfilme
- 2009: Down Terrace
- 2011: Kill List
- 2012: Sightseers
- 2012: The ABCs of Death (Segment „U Is for Unearthed“)
- 2013: A Field in England
- 2015: High-Rise
- 2016: Free Fire
- 2018: Happy New Year, Colin Burstead.
- 2020: Rebecca
- 2021: In the Earth
- 2023: Meg 2: Die Tiefe (Meg 2: The Trench)

Fernsehserien
- 2006: Time Trumpet (Drehbuch)
- 2007: Comedy: Shuffle (Regie)
- 2006–2008: Modern Toss (Regie)
- 2008: The Wrong Door (Regie/Drehbuch)
- 2009–2010: Ideal (Regie)
- 2014: Doctor Who (Regie)

## Auszeichnungen
- 2009: Austin Fantastic Fest, Next Wave Award – Bester Film (Down Terrace)
- 2009: Raindance Film Festival, Jury-Preis
- 2011: Evening Standard British Film Award, Vielversprechendste Nachwuchsleistung
- 2013: Internationales Filmfestival Karlovy Vary, Spezialpreis der Jury – A Field in England
- 2013: Evening Standard British Film Award, Peter-Sellers-Preis
- 2013: Puchon International Fantastic Film Festival, Best of Puchon
- 2015: Toronto International Film Festival, Nominierung Platform Prize – High-Rise[2]
- 2016: British Independent Film Awards, Nominierung in der Kategorie Beste Regie (Free Fire)[3]
- 2016: Toronto International Film Festival, People’s Choice Award – Midnight Madness (Free Fire)
- 2017: International Film Festival Rotterdam, Nominierung für den MovieZone Award (Free Fire)[4]
- 2021: British Independent Film Awards, Nominierung für den Besten Schnitt (In the Earth)
- 2024: Goldene Himbeere, Nominierung für die Schlechteste Regie (Meg 2: Die Tiefe)